# Џорџ Арлис
Џорџ Арлис (енгл. George Arliss; Лондон, 10. април 1868 — Лондон, 5. фебруар 1946), рођен као Аугустус Џорџ Ендруз (енгл. Augustus George Andrews), био је енглески глумац, писац и режисер. Филмску каријеру је почео 1921. године, филмом Ђаво. О свих немих филмова које снимио, сачувана су само четири. Један од њих, Дизраели (1921), снимио је поново, са звуком, 1929. године и за њега добио Оскар за најбољег главног глумца. Била је то тек трећа додела Оскара, а Арлис је био први Британац који је добио ту награду. И следеће године је добио веома добре критике за улогу у филму Зелена богиња, као и још једну номинацију за награду Академије. Последњи, двадесетпети, филм у каријери, снимио је већ 1936. године. Бети Дејвис, која је са њим глумила у Човеку који се играо Бога, говорила је да је захваљујући њему и његовој молби да она игра са њим, њена каријера кренула узлазном путањом.

## Филмографија
| Улоге Џорџ Арлис |                          |               |       |          |
| Година           | Српски назив             | Изворни назив | Улога | Напомена |
| 1929.            | Дизраели                 |               |       |          |
| 1930.            | Зелена богиња            |               |       |          |
| 1932.            | Човек који се играо Бога |               |       |          |